# Ahlam Mosteghanemi

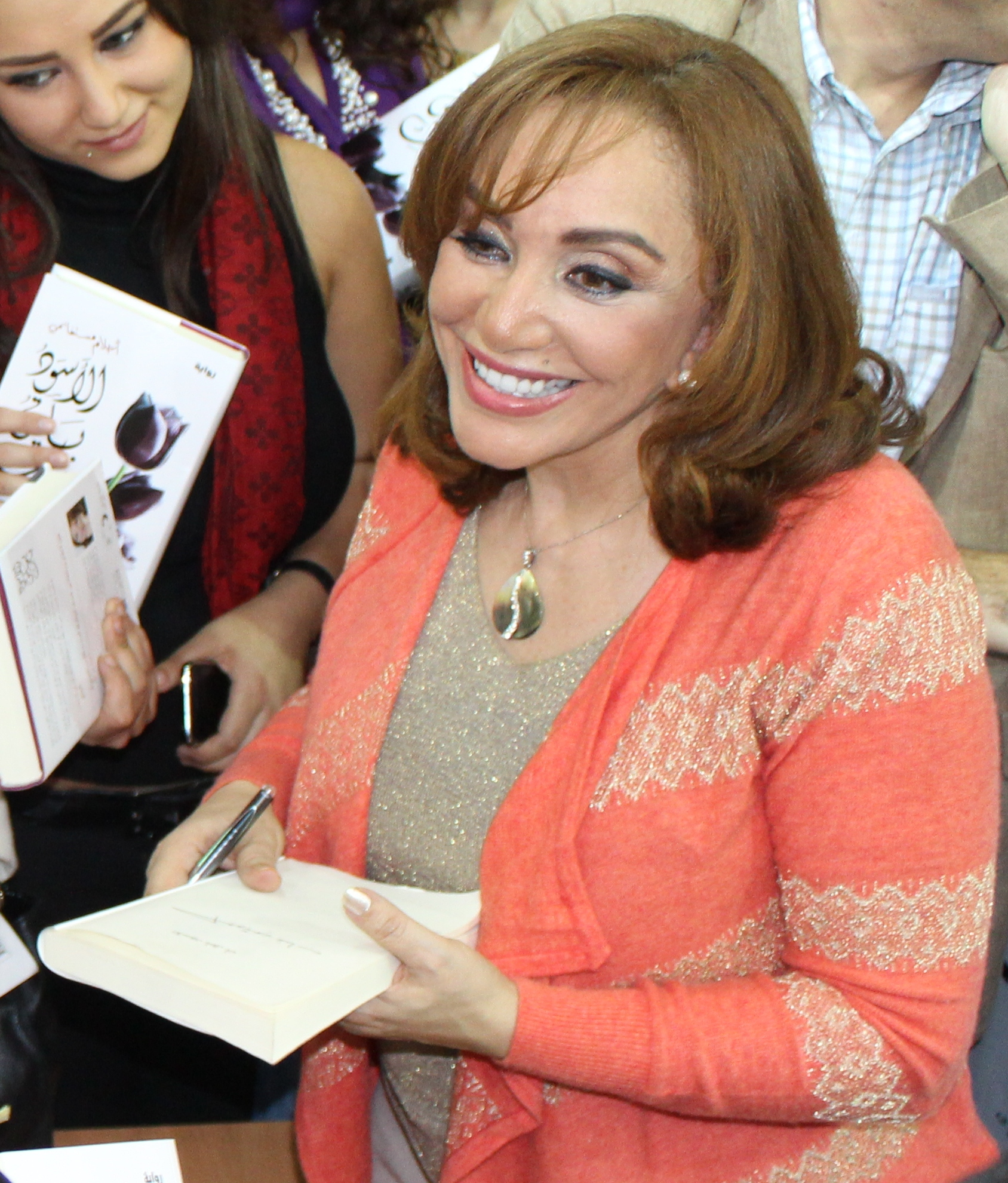
Ahlam Mosteghanemi (2012)

Ahlam Mosteghanemi (arabisch أحلام مستغانمي, DMG Aḥlām Mustaġānamī; geb. 13. April 1953 in Tunis, Tunesien) ist eine algerische Schriftstellerin. Sie gilt als eine der bekanntesten arabischsprachigen Schriftstellerinnen der Welt und gilt als meistgelesene Schriftstellerin in der arabischen Welt.

## Leben
Ahlam Mosteghanemis Eltern stammten aus Constantine. Ihr Vater Mohammed-Cherif Mustaghanmi war Aktivist für den antikolonialen Befreiungskampf seines Landes. Aufgrund politischer Verfolgung zogen die Eltern nach Tunesien, wo der Vater seinen Aktivismus wieder aufnahm und zur Anlaufstelle für algerische Nationalisten im tunesischen Exil wurde.
Nach der algerischen Unabhängigkeit im Jahr 1962 nahm er in der Regierung Ahmed Ben Bellas führende Positionen ein. Ahlam Mustaghanmi besuchte die Grundschule in Tunis und das Gymnasium in Algier. Sie arbeitete zunächst für den algerischen Rundfunk. Sie war im Jahr 1971 eine der ersten arabischsprachigen Absolventinnen der Universität Algier, wo sie arabische Literatur studierte.
Nach einer Promotion an der Sorbonne in Paris mit einer Arbeit zum Thema „Das Frauenbild in der zeitgenössischen algerischen Literatur“ blieb sie mit ihrer Familie in Paris und arbeitete dort für verschiedene Zeitschriften. Zur gleichen Zeit begann sie mit der Arbeit an ihrem ersten Roman und wechselte von der Poesie zur Prosa.

## Wirken
Mosteghanemis Liebe zur arabischen Literatur und Sprache wurde durch ihren Vater geweckt. Sie bereicherte die arabische Literatur mit oftmals hochgelobten sentimentalen und poetischen Werken und macht darin auf Korruption, Ungerechtigkeit und die Rechte der Frau aufmerksam. Zwei Jahre nach ihrem Studium veröffentlichte sie ihre erste Gedichtsammlung Am Hafen der Tage. Ihre Trilogie (Erinnerungen an das Fleisch, Chaos der Sinne und Passagier eines Bettes) wurde millionenfach verkauft und brachte ihr eine enorme Popularität ein. Später veröffentlichte sie das Buch Das Schwarze steht Dir so gut. Sie sagte einmal: „Wenn wir eine Liebe verlieren, schreiben wir Gedichte, wenn wir eine Heimat verlieren, schreiben wir einen Roman.“
Im Jahr 2016 wurde sie in Anerkennung ihrer Hingabe durch ihre Schriften, menschliche Anliegen wie soziale Gerechtigkeit und Bildung für von Konflikten betroffene Jugendliche zu fördern, sowie ihres Engagements für die Ideale und Ziele der Organisation zur UNESCO-Künstlerin für Frieden ernannt.